# 云峰寺 (介休)
云峰寺，位于山西省晋中市介休市绵山抱腹岩，云峰寺建筑分为上下两层，上层现存的石佛殿为明代遗构，下层均为当代重建。2004年6月10日公布为山西省文物保护单位，2013年3月5日公布为第七批全国重点文物保护单位。